# Roncus tenuis
Roncus tenuis är en spindeldjursart som beskrevs av Hadzi 1933. Roncus tenuis ingår i släktet Roncus och familjen helplåtklokrypare. Inga underarter finns listade i Catalogue of Life.